# Lymphfollikel
Lymphfollikel (Folliculi lymphatici), auch Lymphknötchen (Noduli lymphatici) genannt, sind kugelige Kolonien von B-Lymphozyten, in denen deren Differenzierung und Vermehrung stattfindet. Sie sind Bestandteil des lymphatischen Systems und sind relevant für die humorale Immunantwort des Körpers, also die Produktion von Antikörpern.

## Primärfollikel
Die Primärfollikel (Primärknötchen) zeigen mikroskopisch eine gleichförmige Verteilung von follikulären B-Lymphozyten (FO B-Zellen). Sie stellen den Ruhezustand der Immunantwort dar und beinhalten per Definition kein Keimzentrum. Nach Antigenkontakt kommt es hier zur mitotischen Vermehrung und Differenzierung der B-Lymphozyten. Dadurch wird aus einem Primärfollikel ein Sekundärfollikel.

## Sekundärfollikel

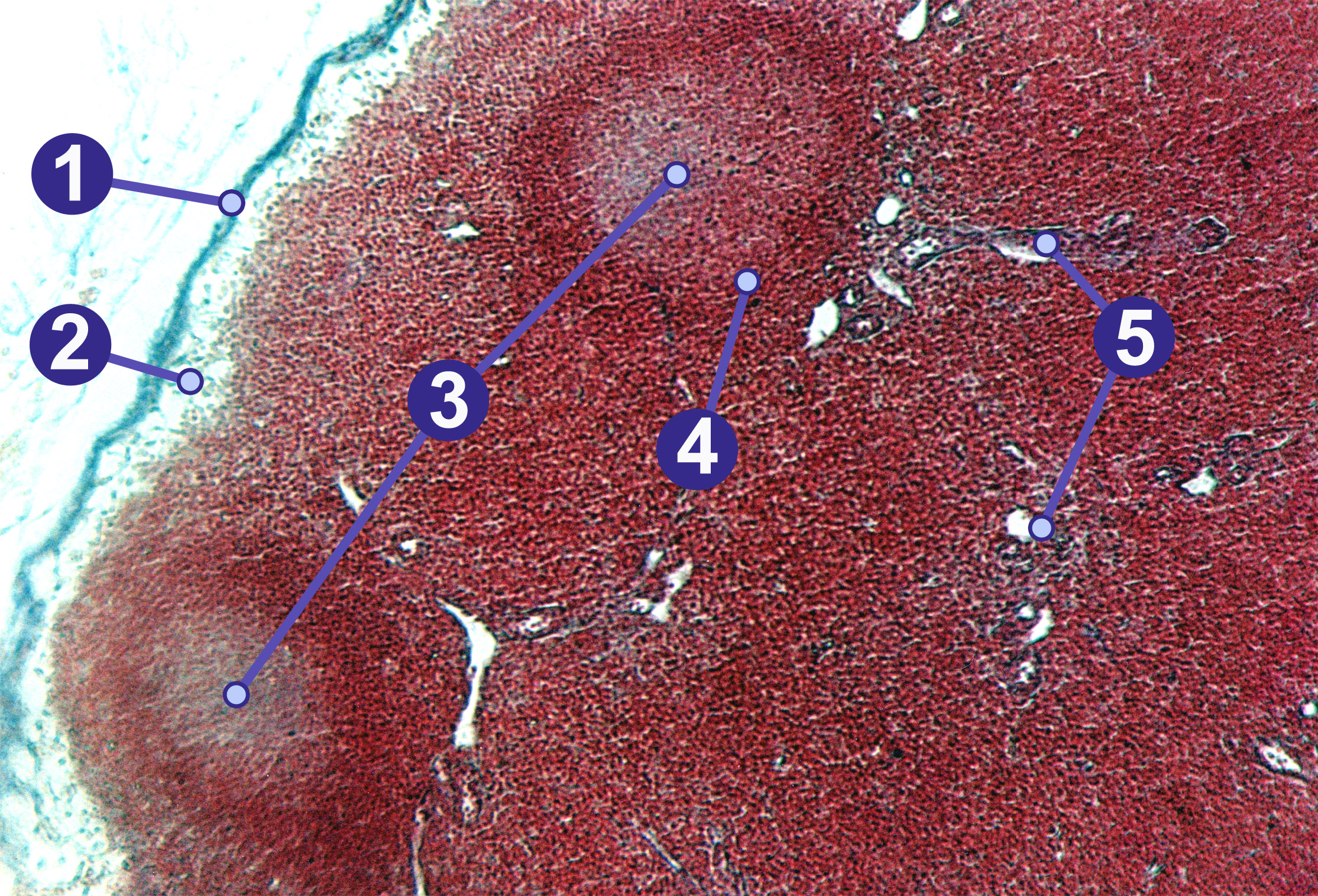
Lymphknoten mit zwei Sekundärfollikeln: (1) Kapsel, (2) Randsinus, (3) Sekundärfollikel, (4) Parafollikulärer Raum, (5) Trabekel

Nach Antigenkontakt wandeln sich die Primärfollikel morphologisch um. Durch rasche Teilung der B-Zellen bildet sich ein Keimzentrum. Follikel die ein Keimzentrum beinhalten werden als Sekundärfollikel bezeichnet. Sekundärfollikel sind von einer Rinde aus dicht gelagerten T-Lymphozyten umgeben (Parafollikulärer Raum), die über direkt angrenzende spezielle Venolen ein- und auswandern. Im Zentrum besitzen sie eine weniger dichte Zone, die als Reaktionszentrum oder als Keimzentrum bezeichnet wird. Im Keimzentrum befinden sich mikroskopisch nur schwer zu unterscheidende Zellen, dabei handelt es sich um ein Grundgewebe aus netzartig verknüpften antigenpräsentierenden Zellen (als follikuläre dendritische Zellen bezeichnet), in das Makrophagen und B-Lymphozyten eingelagert sind.
Feingeweblich zeigt sich ein Sekundärfollikel durch sogenannte Sternhimmelmakrophagen. Dabei handelt es sich um vergrößerte Makrophagen innerhalb des Keimzentrums. Die Makrophagen sind wegen der Phagozytose apoptotischer B-Zell-Vorläufer vergrößert und zeichnen sich durch einen hellen Ring um sie aus.

## Tertiärfollikel
Tertiärfollikel sind lymphatische Follikel, die in nicht-lymphatischen Geweben durch Einwanderung von Immunzellen entstehen. Typischerweise entstehen sie als Reaktion auf eine chronische Entzündungsreaktion im betreffenden Gewebe. Da auch Tumoren solche Entzündungsreaktionen auslösen, sind sie häufig mit diesen vergesellschaftet.

## Solitärfollikel

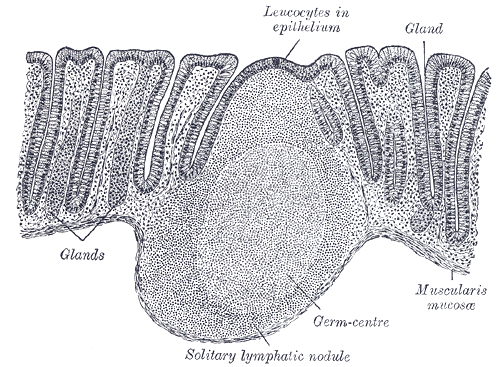
Gezeichneter Querschnitt durch die Schleimhaut des menschlichen Dickdarms in ca. 60-facher Vergrößerung. Zentral liegender Solitärfollikel mit Keimzentrum mit umgebenden Drüsengewebe. (Henry Gray, 1918, Anatomy of the Human Body)

Als Solitärfollikel (Folliculi lymphatici solitarii) werden einzelne, in der Lamina Propria gelegene Lymphfollikel bezeichnet. Sie sind insbesondere im Dünn- und Dickdarm zu finden. Solitärfollikel gehören damit zum Mukosa-assoziierten lymphatischen Gewebe (MALT). Bei Entzündungen der Schleimhaut können sich Solitärfollikel stark vergrößern und stecknadelkopfgroß werden. Zusammengelagerte Solitärfollikel-Formationen bezeichnet man als Folliculi lymphatici aggregati, so etwa die Peyer-Plaques der Ileum-Schleimhaut. Bei den Tonsillen sind die Lymphfollikel bindegewebig von ihrer Umgebung abgegrenzt.